# 马达莱纳 (阿马兰蒂)
马达莱纳是葡萄牙波尔图区的一个堂区。总面积2.42平方公里，总人口1864人，人口密度770.2人/平方公里。